# Njallajávri
Njallajávri eller Njallajävri är en sjö i Finland. Den ligger i kommunen Utsjoki i landskapet Lappland, i den norra delen av landet, 1 100 km norr om huvudstaden Helsingfors. Njallajávri ligger 271,2 meter över havet. Omgivningarna runt Njallajávri är i huvudsak ett öppet busklandskap. Arean är 25,3 hektar och strandlinjen är 3,34 kilometer lång. Sjön  ingår i Neidenälvens huvudavrinningsområde. 